# Seki Matsunaga
Seki Matsunaga (25 de junio de 1928 – 4 de marzo de 2013) fue un jugador de fútbol profesional japonés que jugaba en la demarcación de delantero.

## Biografía
Seki Matsunaga debutó con 17 años en el Hitachi Tochigi, equipo en el que permaneció hasta su retirada durante doce temporadas, retirándose con 29 años tras sufrir varias lesiones. Aun así, en 1951, año en el que se disputaron los Juegos Asiáticos de 1951 en Nueva Delhi, Seki Matsunaga fue convocado con la selección de fútbol de Japón. Jugó un partido, debutando contra la selección de fútbol de Afganistán y jugando los primeros 60 minutos del partido, consiguiendo posteriormente la medalla de bronce para su país.

## Muerte
Falleció el 4 de marzo de 2013 a los 84 años de edad en Setagaya.

## Clubes
| Club            | País  | Año         |
| --------------- | ----- | ----------- |
| Hitachi Tochigi | Japón | 1945 - 1957 |

## Estadísticas internacionales
| Selección de Japón | Selección de Japón | Selección de Japón |
| Año                | Part.              | Goles              |
| ------------------ | ------------------ | ------------------ |
| 1951               | 1                  | 0                  |
| Total              | 1                  | 0                  |